# طوقيات
تشايتوثايرياليس أو الطوقيات هي رتبة من الفطريات الكيسية ضمن صتف العوفنيات من ضمن شعيبة (تحت شعبة أو أميمة) الفنجانيانية.